# Barrville
Barrville es un lugar designado por el censo ubicado en el condado de Mifflin en el estado estadounidense de Pensilvania. En el año 2010 tenía una población de 160 habitantes.

## Geografía
Barrville se encuentra ubicado en las coordenadas 40°39′47″N 77°40′36″O / 40.66306, -77.67667.